# Maurice Maeterlinck
« Maeterlinck » redirige ici. Pour les autres significations, voir Maeterlinck (homonymie).
Maurice Maeterlinck (/ma.tɛʁ.lɛ̃ːk/ en Belgique ; /mɛ.teʁ.lɛ̃ːk/ en France), né le 29 août 1862 à Gand (Belgique) et mort le 6 mai 1949 à Nice (France), est un écrivain flamand francophone belge, prix Nobel de littérature en 1911.
Figure de proue du symbolisme belge, il reste aujourd'hui célèbre pour son mélodrame Pelléas et Mélisande (1892), sommet du théâtre symboliste mis en musique par Debussy en 1902, pour sa pièce pour enfants L’Oiseau bleu (1908), et pour son essai inspiré par la biologie La Vie des abeilles (1901), œuvre au centre du cycle d'essais La Vie de la nature, composé également de L'Intelligence des fleurs (1907), La Vie des termites (1926), La Vie de l’espace (1928) et La Vie des fourmis (1930).
Il est aussi l'auteur de treize essais mystiques inspirés par Ruysbroeck l'Admirable et réunis dans Le Trésor des humbles (1896), de poèmes recueillis dans Serres chaudes (1889), ou encore de Trois petits drames pour marionnettes (1894, trilogie formée par Alladine et Palomides, Intérieur, et La Mort de Tintagiles).
Son œuvre fait preuve d'un éclectisme littéraire et artistique (importance de la musique dans son œuvre théâtrale) propre à l'idéal symboliste.

## Biographie

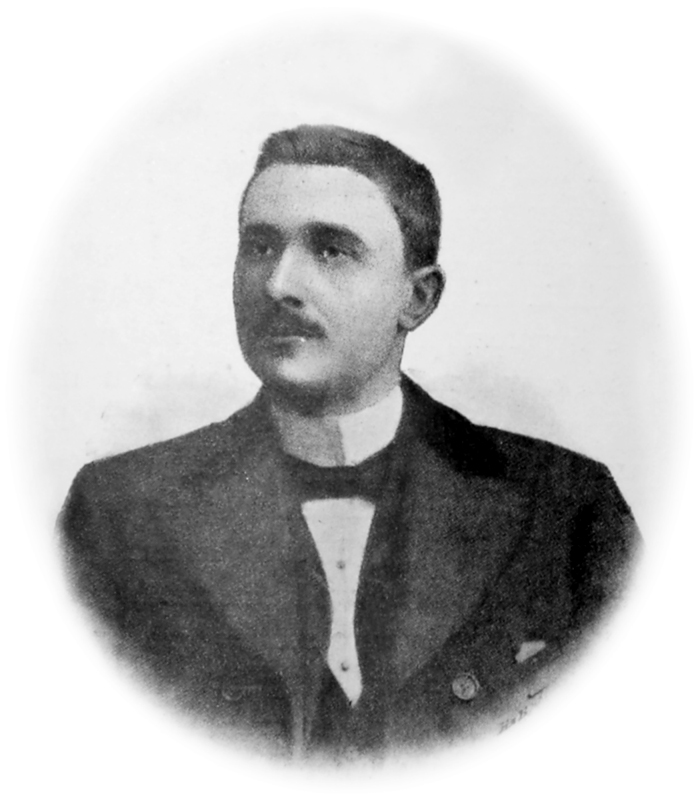
Maeterlinck avant 1905

### Généalogie
Les origines paternelles de la famille Maeterlinck sont à trouver à Renaix où l'on voit un Neese Maeterlinck mentionné déjà en 1357, outre un échevin Willem Maeterlinc en 1374, un homme de fief du même nom en 1387, un Pieter Maeterlinc qui fut bailli de Renaix de 1485 à 1494, un tapissier Adriaan Materlinc en 1596, ainsi que Passchier Maeterlinc qui habitait Renaix aux alentours de 1510 et qui est l'ancêtre direct de Maurice Maeterlinck. C'est un descendant direct de ce Passchier qui fit souche à Gand. En effet le trisaïeul de Maurice Maeterlinck (le père de son arrière-grand-père), nommé Joannes Baptiste Maeterlinck, un charpentier, né à Renaix (Saint-Martin) le 10 décembre 1726, fils d'un autre Jean Baptiste Maeterlinck et d'Anne Cauterman, quitta sa ville natale. Il épousa à Gand en 1757 une jeune gantoise, Maria Philippina Soigny, née à Gand en 1735. Ceux-ci eurent alors pour enfant Ludovicus Maeterlinck, né à Gand en 1773, qui sera négociant, et épousa à Gand en 1800 Isabella Francisca Harsijn, née à Gand en 1778, de parents gantois. Le fils issu de ce mariage, Bernardus Maeterlinck, propriétaire, né à Gand en 1804, épousa en 1829 Melania Van Beerlere, également gantoise, née en 1805, de parents et de grands-parents gantois. Enfin, leur fils Polydorus Maeterlinck, qui sera le père de Maurice, est né à Gand en 1835 et épousa à Gand une gantoise Mathildis Vanden Bossche née à Gand en 1835 également, mais dont les racines paternelles sont à trouver à Zottegem.

### Formation
Né à Gand, Maurice Polydore Marie Bernard Maeterlinck est l'aîné d'une famille de trois enfants, flamande, bourgeoise, catholique, conservatrice et francophone. Après des études au collège Sainte-Barbe (Sint-Barbara) de Gand, il suit des études en droit avant de pratiquer le métier d'avocat durant une courte période. Maeterlinck publie, dès 1885, des poèmes d’inspiration parnassienne dans La Jeune Belgique. Il part pour Paris où il rencontre plusieurs écrivains qui vont l'influencer, dont Stéphane Mallarmé et Villiers de l’Isle-Adam. Ce dernier lui fait découvrir les richesses de l'idéalisme allemand (Hegel, Schopenhauer). À la même époque, Maeterlinck découvre Ruysbroeck l'Admirable, un mystique flamand du XIVe siècle dont il traduit les écrits (Ornement des noces spirituelles). C'est ainsi qu'il se tourne vers les richesses intuitives du monde germanique en s'éloignant du rationalisme français. Dans cet esprit, il se consacre à Novalis et entre en contact avec le romantisme d'Iéna (Allemagne, 1787-1831, autour d'August et Friedrich Schlegel et de la revue l'Athenäum), précurseur en droite ligne du symbolisme. Les œuvres que publie Maeterlinck entre 1889 et 1896 sont imprégnées de cette influence germanique.

### Carrière
C'est en août 1890 qu'il devient célèbre grâce à un article d'Octave Mirbeau sur La Princesse Maleine dans Le Figaro.

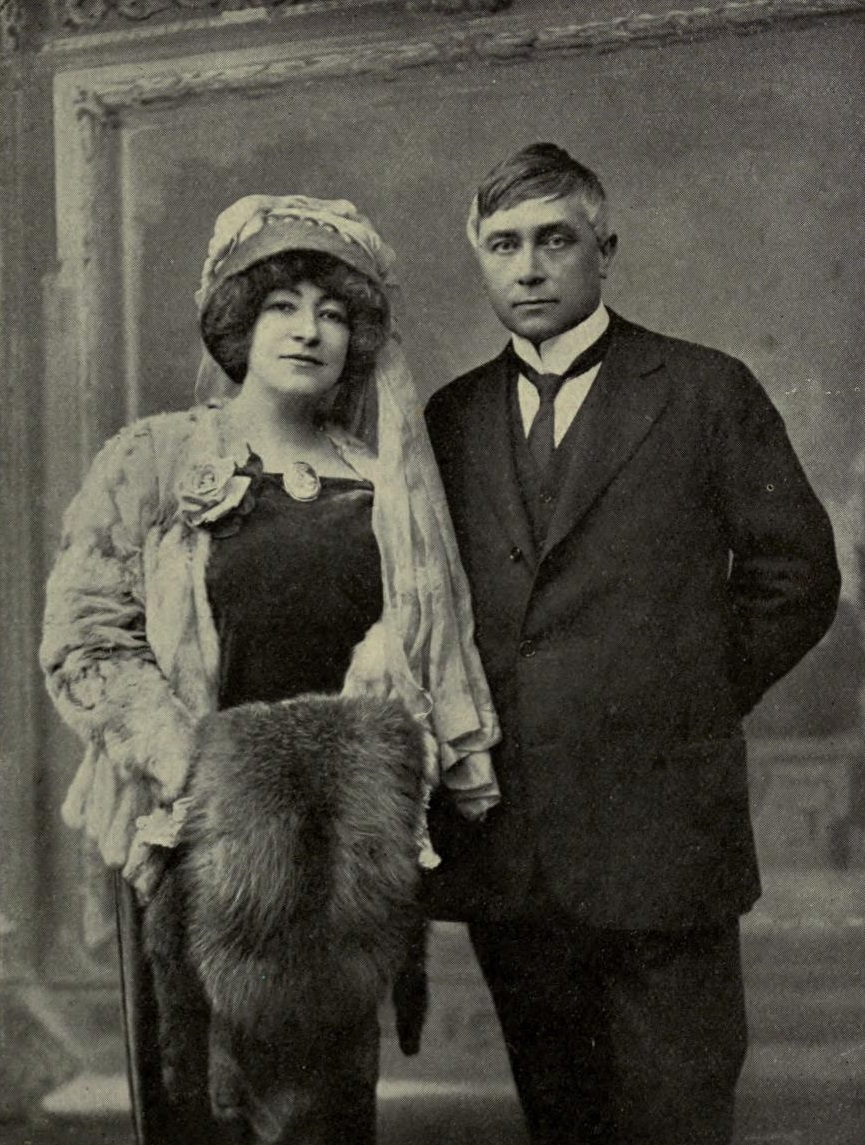
Georgette Leblanc et Maurice Maeterlinck

En 1895, il rencontre à Bruxelles Georgette Leblanc, sœur de Maurice Leblanc, avec laquelle il entame une relation amoureuse qui durera 23 ans. La même année, le couple s'installe à Passy, vivant ouvertement en concubinage, au grand dam de leurs familles catholiques. Georgette Leblanc avait en effet épousé un Espagnol quelques années auparavant, et la législation espagnole de l'époque lui interdisait le divorce pour mettre fin à ce mariage malheureux. Maurice Maeterlinck tiendra, avec elle, vers 1897, un salon parisien fort couru dans la villa Dupont : on y croise, entre autres, Oscar Wilde, Paul Fort, Stéphane Mallarmé, Camille Saint-Saëns, Anatole France, Auguste Rodin. En 1902, il écrit Monna Vanna, où joue Georgette Leblanc. Il vit avec elle jusqu'en 1918, avant d'épouser, l'année suivante, le 15 février 1919, à Châteauneuf-de-Contes la jeune actrice Renée Dahon (Nice 15 décembre 1893 - Auderghem, boulevard du Souverain 47, 7 décembre 1969), fille de Joseph Félix et de Rose Marie Pauline Malacria, que Maurice Maeterlinck avait rencontrée en 1911. C'est probablement vers ces années qu'il se lie d'amitié avec Jean Moréas et René Ghil. Entre-temps il a une liaison avec sa traductrice pour l'anglais, l'écrivaine Laurence Alma-Tadema.
En 1908, Constantin Stanislavski crée sa pièce L'Oiseau bleu au Théâtre d'art de Moscou. Elle sera jouée ensuite avec succès dans le monde entier.
Il obtient le prix Nobel de littérature en 1911, est fait grand officier de la Légion d'honneur puis reçoit le grand cordon de l'ordre de Léopold le 12 janvier 1920, avant d'être anobli et fait comte par le roi Albert Ier en 1932. En 1935, lors d'un séjour au Portugal, il préface les discours politiques du président Salazar : Une révolution dans la paix.
Maurice Maeterlinck conçoit son palais, Orlamonde, une somptueuse résidence bâtie au cap de Nice dans laquelle il vit avec son épouse.
En 1921, il signe un manifeste contre la flamandisation de l’université de Gand, où les cours se donnaient jusque-là en français. En 1928, il est membre fondateur de l'Académie des gastronomes.
En 1939, il gagne les États-Unis pour la durée de la Seconde Guerre mondiale. De retour à Nice en 1947, il publie un an plus tard Bulles bleues où il évoque les souvenirs de son enfance. L’Académie française lui décerne le prix de la langue-française en 1948. Maeterlinck meurt le 5 mai 1949, à 23 heures, à son domicile, villa Orlamonde, sis 200 boulevard Carnot. Maurice Maeterlinck n'a pas eu d'enfant.

## Œuvre

### Poésie
Son recueil poétique Serres chaudes paraît en 1889 chez Léon Vanier, l’éditeur de Paul Verlaine. Ces vers s’inscrivent dans la ligne de la « dépersonnalisation de l'écriture » et réalisent en partie l’idéal mallarméen : la suggestion, comme essence de « tous bouquets », devient le principe générateur de l’acte de création « pure ». Par la répétition du mot, Maeterlinck atteint une vibration spirituelle, « une résonance intérieure ».
« Ils célèbrent une grande fête chez les ennemis !
Il y a des cerfs dans une ville assiégée !
Et une ménagerie au milieu des lys ! »
— Hôpital

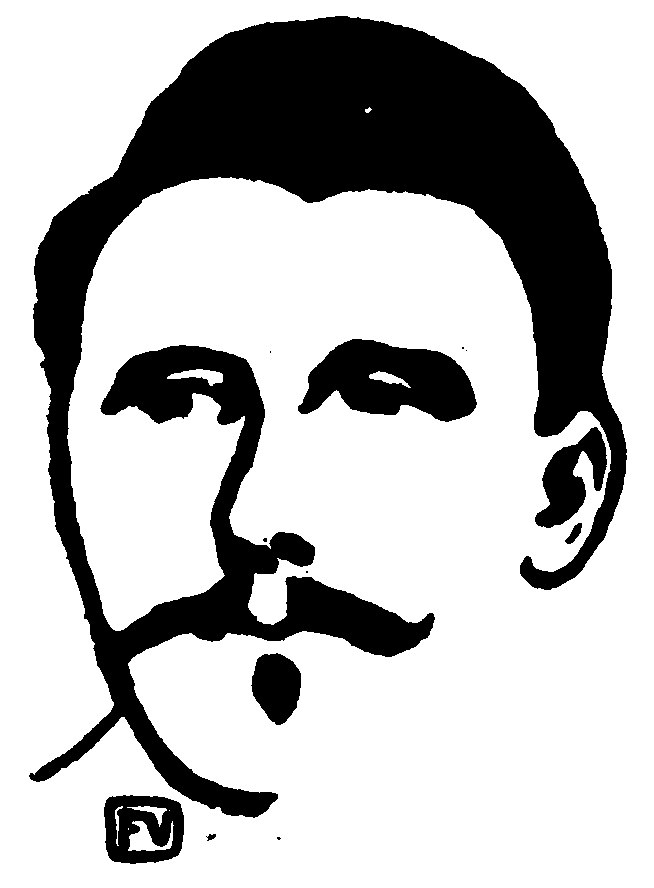
Portrait de Maurice Maeterlinck
par Félix Vallotton
paru dans Le Livre des masques
de Remy de Gourmont (1898)

Le vers est dérythmé, libéré des conventions. Guillaume Apollinaire s’en souviendra. Maeterlinck refuse naturalisme et parnasse pour s’engager sur la voie de la poésie allégorique où l’image rappelle l’iconographie médiévale, la peinture de Pieter Brueghel l'Ancien ou de Jérôme Bosch.

### Théâtre
Maeterlinck fait aussi partie des grands dramaturges (Henrik Ibsen, Anton Tchekhov, August Strindberg et Gerhart Hauptmann) qui, vers 1880, ont contribué à transformer la conception du drame. De 1889 à 1894, il publie huit pièces où il crée un théâtre de l'âme, comme le rêvait le symbolisme. Dans cette forme neuve, trois concepts sont à retenir : le drame statique (personnages immobiles, passifs et réceptifs à l'inconnu) ; le personnage sublime (assimilé souvent à la mort, il est la Destinée ou la Fatalité, quelque chose de plus cruel peut-être que la mort) ; le tragique quotidien (pas d’héroïsme, le simple fait de vivre est tragique). L’action, par le jeu stylisé des acteurs, doit suggérer les attitudes de l’âme face au destin, l’éveil lent à la fatalité.
Sa pièce de théâtre Pelléas et Mélisande (1892) est un des sommets du symbolisme.
L'Oiseau bleu (1908), créée au Théâtre d'art de Moscou où elle est toujours au répertoire, a assuré à Maeterlinck une renommée internationale. À Paris, la pièce est reprise en 1911 dans une mise en scène de Réjane. Elle est aujourd'hui traduite dans plus de 25 langues. Elle a connu plusieurs adaptations et de nombreuses variantes aux États-Unis, en Angleterre, en Russie et Japon où elle est inscrite dans la mémoire collective et populaire. Elle fait l'objet en 2012 d'une nouvelle adaptation française par le Collectif Quatre Ailes, jouée au Festival d'Avignon Off.

### Essais
À ce théâtre succède une œuvre d'essayiste qui connut le succès auprès du grand public. Maeterlinck part alors à la découverte philosophique du monde végétal (L'Intelligence des fleurs, 1907) et des insectes sociaux (La Vie des abeilles en 1901 (1er mai), La Vie des termites en 1927, La Vie des fourmis en 1930).
La Vie des termites a été accusée d'être un plagiat du livre Die Siel van die Mier (L'Âme des termites, 1925) de l'écrivain et scientifique boer Eugène Marais. Marais lui a surtout reproché l'emprunt du concept d'unité organique de la termitière, ainsi que du terme « nasicorne » (un néologisme qu'il avait formé). D'autres ont affirmé que le contenu entier du livre est presque identique. Selon David Bignell, ce serait un « exemple classique de plagiat académique ». Il l'explique dans le cadre d'une étude biologique sur les termites. Soutenu par un groupe d'influence boer, Marais a poursuivi Maeterlinck devant les tribunaux. Sa renonciation en cours de procédure serait due à une absence de fonds et à son addiction à la morphine. Le scandale a quand même permis à Marais d'atteindre une certaine renommée internationale (traduction de son livre en anglais).
David Van Reybrouck, dans Le Fléau, très largement consacré à une enquête sur cette question, ne constate pas d'identité entre les deux ouvrages mais une reprise ajoutée du concept d'unité organique de la termitière ainsi que du terme "nasicorne". Surtout, il établit que Maeterlinck a bien eu connaissance des écrits de Marais sur la question. Cela malgré la disparition intrigante de toutes les archives préparatoires à la rédaction par Maeterlinck de son ouvrage sur les termites.
Maeterlinck a également écrit des œuvres de métaphysique méconnues aujourd'hui. Ces dernières ne sont plus rééditées et s'intitulent : Le Temple enseveli (1902), L'Hôte inconnu (1917) et Le Grand Secret (1921).

### Traductions
- Le Livre des XII béguines et L'Ornement des noces spirituelles de Ruysbroeck, traduit du flamand (1885).
- L'Ornement des noces spirituelles de Ruysbroeck l'admirable (1891).
- Annabella, adaptation en français d'une pièce du dramaturge John Ford (Tis Pity She's a Whore), représentée en 1894.
- Les Disciples à Saïs et Fragments de Novalis, traduit de l'allemand avec une introduction de Maeterlinck sur Novalis et le romantisme allemand (1895) ; 
lire sur Wikisource : Les Disciples à Saïs et Fragments.
- Macbeth de Shakespeare, traduit et adapté de l'anglais, représentée en 1909[18].

## Décorations
- Commandeur de la Légion d'honneur
- Grand officier de l'ordre de Sant'Iago de l'Épée (2 décembre 1939)[19]

## Maeterlinck et la musique
Pelléas et Mélisande a inspiré au moins cinq compositeurs:
- 1897 : suite pour orchestre par William Wallace
- 1898 : musique de scène par Gabriel Fauré (op. 80)
- 1893-1902 : Pelléas et Mélisande, opéra de Claude Debussy (L. 88)
- 1902-1903 : poème symphonique d'Arnold Schönberg (op. 5)
- 1905 : Pelléas et Mélisande, musique de scène de Jean Sibelius (op. 46)

Autres adaptations :
- 1954: Pelléas et Mélisande, ballet de Max Baumann
- 2018 : Josephine Meckseper propose une adaptation au cinéma de cette pièce.

D'autres œuvres ont inspiré de nombreux autres compositeurs :
- Aglavaine et Sélysette
  - Prélude pour orchestre d'Arthur Honegger
  - Musique de scène par Annette Vande Gorne
- Alladine et Palomides
  - Opéra de Jarmil Burghauser
  - Opéra d'Osvald Chlubna
  - Opéra d'Emil František Burian

- Ariane et Barbe-Bleue

- - Ariane et Barbe-Bleue, opéra en trois actes de Paul Dukas (créé en 1907)
  - Le Château de Barbe-Bleue, opéra en un acte de Béla Bartók sur un livret en hongrois de Béla Balasz (créé en 1918)
  - Musique de scène par Anatoli Alexandrov

- Les Fiançailles
  - Musique de scène par Armstrong Gibbs

- Les Aveugles
  - Opéra de Beat Furrer
  - Opéra de Jan Astriab
  - Opéra de Lera Auerbach

- La Mort de Tintagiles
  - Poème symphonique de Charles Martin Loeffler
  - Musique de scène par Ralph Vaughan Williams
  - Opéra de Lawrance Collingwood
  - Ouverture par Adam Carse
  - Opéra de Jean Nouguès
  - Poème symphonique de Francesco Santoliquido
  - Prélude orchestral d'Alexander Voormolen
  - Opéra d'Aribert Reimann (L'invisible, avec deux autres pièces de Maeterlinck)

- Herzgewächse
  - Lied pour soprano et petit ensemble (op. 20) d'Arnold Schönberg

- L'Intruse
  - Opéra d'Aribert Reimann (L'invisible, avec deux autres pièces de Maeterlinck)

- Monna Vanna
  - Opéra en trois actes d'Emil Ábrányi
  - Monna Vanna, opéra (drame lyrique) en quatre actes d'Henry Février
  - Opéra inachevé de Sergueï Rachmaninov
  - Opéra en quatre actes de Nicolae Brânzeu

- L'Oiseau bleu
  - Opéra d'Albert Wolff
  - Musique de scène par Leslie Heward
  - Musique de scène par Engelbert Humperdinck
  - Ouverture par Kricka
  - Musique de scène par Norman O'Neill
  - Musique de scène par Tadeusz Szeligowski

- La Princesse Maleine
  - Ouverture par Pierre de Bréville
  - Ouverture par Cyril Scott
  - Opéra inachevé (ou musique de scène) perdu de Lili Boulanger
  - Musique de scène par Maximilian Steinberg

- Les Sept Princesses
  - Musique de scène par Pierre de Bréville
  - Opéra de Vassili Vassilievitch Netchaïev

- Sœur Béatrice
  - Opéra d'Alexandre Gretchaninov
  - Musique pour chœur d'Anatoli Liadov
  - Opéra d'Antoni Marquès i Puig
  - Opéra du chef d'orchestre Dimitri Mitropoulos
  - Opéra d'Alexandre Rasse

- Intérieur
  - Opéra de Giedrius Kuprevičius
  - Opéra d'Aribert Reimann (L'invisible, avec deux autres pièces de Maeterlinck)

- Douze Chansons
  - Six ont été mises en musique par Alexander von Zemlinsky (op. 13)

- Serres chaudes
  - Mis en musique par Ernest Chausson : Serres chaudes, op. 24
  - Deux mélodies de Lili Boulanger : Reflets et Attente

## Citations
« Le poète dramatique est obligé de faire descendre dans la vie réelle, dans la vie de tous les jours, l’idée qu'il se fait de l’inconnu. Il faut qu’il nous montre de quelle façon, sous quelle forme, dans quelles conditions, d’après quelles lois, à quelle fin agissent sur notre destinée les puissances supérieures, les influences inintelligibles, les principes infinis, dont, en tant que poète, il est persuadé que l’univers est plein. »
— Maeterlinck
« Maeterlinck a été tenté de donner la vie à des formes, à des états de la pensée pure. Pelléas, Tintagiles, Mélisande sont comme les figures visibles de tels spécieux sentiments. Une philosophie se dégage de ces rencontres à laquelle Maeterlinck essaiera plus tard de donner un verbe, une forme dans la théorie centrale du tragique quotidien. Ici le destin déchaîne ses caprices ; le rythme est raréfié, spirituel, nous sommes à la source même de la tempête, aux cercles immobiles comme la vie. Maeterlinck a introduit le premier dans la littérature la richesse multiple de la subconscience. […] Il est apparu dans la littérature au moment qu’il devait venir. Symboliste il l’était par nature, par définition. Ses poèmes, ses essais, son théâtre, sont comme les états, les figures diverses d’une identique pensée. L’intense sentiment qu’il avait de la signification symbolique des choses, de leurs échanges secrets, de leurs interférences, lui a donné par la suite le goût de les faire revivre en les systématisant. C'est ainsi que Maeterlinck se commente avec les images mêmes qui lui servent d’aliment. »
— Antonin Artaud, dans Préface aux Douze chansons (1923)
« La scène, chez Maeterlinck, ne tient jamais dans le champ d’une lorgnette. Elle reste large, et, avec une étrange fraternité, la tour et l’arbre doivent agir à côté du héros, et chaque accessoire et chaque bruit doivent conserver et accomplir leur signification. Il s’agit pour chaque comédien de donner des contours, de souligner les limites de son personnage, et non ce qu’il contient. Il n’a pas le droit d'attirer l’attention, de s’isoler par son jeu individuel, il doit jouer comme le visage voilé, humble dans la mêlée des personnages et de leurs anxieuses rencontres. »
— Rainer Maria Rilke, Pelléas et Mélisande
« Dans les oeuvres de Maeterlinck, en particulier dans les livres comme Sagesse et destinée, on est amené à méditer sur des grandes figures du passé (prises dans la vie et dans la littérature) qui ont affronté l'adversité avec une noble sérénité. »
— Henry Miller, Les livres de ma vie

## Œuvre
- Serres chaudes (1889)
- La Princesse Maleine (1889), réédition bibliophilique illustrée par Émile-Henry Tilmans, Société de bibliophilie « Les Cinquante », Bruxelles, 1923
- L'Intruse (1890)
- Les Aveugles (1890)
- Les Sept Princesses (1891) (mentionné par Proust dans À la recherche du temps perdu)
- Pelléas et Mélisande (1892), lire en ligne sur Gallica ; réédition illustrée par Fernand Khnopf, 1920, lire en ligne sur Gallica
- Alladine et Palomides (1894), lire en ligne sur Gallica
- Intérieur (1894)
- La Mort de Tintagiles (1894)
- Aglavaine et Sélysette (1896)
- Le Trésor des humbles (1896)
- Douze Chansons (1896), illustré par Charles Doudelet, lire en ligne sur Gallica
- La Sagesse et la destinée (1898), lire en ligne sur Gallica
- Ariane et Barbe-Bleue (1901)
- Sœur Béatrice (1901)
- La Vie des abeilles (1901), prix Auguste-Furtado de l’Académie française en 1902 ; réédition illustrée par Carlos Schwabe, (1908), lire en ligne sur Gallica ; réédition : Éditions Abeille et Castor (2009), préface de Létitia Mouze  (ISBN 978-2-917715-04-8)
- Monna Vanna (1902)
- Joyzelle (1903)
- L'Intelligence des fleurs, illustrations de Jules-Marie Canneel (1907)
- L’Oiseau bleu (1908)
- La Mort (1913)
- Marie-Magdeleine (1913), lire en ligne sur Gallica
- Les Débris de la guerre (1916)
- L’Hôte inconnu (1917)
- Deux contes (1918) : Les massacre des innocents ; Onirologie.
- Le Bourgmestre de Stilmonde (1919)
- Le Sel de la Vie (1919)
- Le Miracle de saint Antoine  farce en 2 actes, Paris , 1919, Édouard-Joseph , 157 p. mis en scène par Georges Pitoëff au Théâtre de l'Avenue, en février 1932. lire en ligne sur Gallica
- Le Grand Secret (1921) (brève histoire de l'occultisme)
- Les Fiançailles (1922)
- Le Malheur passe (1923)
- La Puissance des morts (1926)
- La Vie des termites (1926), orné d'eaux-fortes de Georges Gorvel.
- La Vie de l’espace (1928)
- En Égypte, notes de voyage, orné de pointes-sèches originales par Étienne Cournault, Paris, Éditions Chronique des lettres françaises, (1928). Ouvrage d'abord paru en anglais sous le titre Ancient Egypt, Londres, George Allen & Unwin LTD, 1925.
- La Grande Féerie (1929)
- La Vie des fourmis (1930)
- L’Araignée de verre (1932), lire en ligne sur Gallica
- La Grande Loi (1933)
- Avant le grand silence (1934)
- La Princesse Isabelle (1935)
- Devant Dieu (1937) réédité en 1967 par Grasset.
- La Grande Porte (1939)
- L’Autre Monde ou le cadran stellaire (1942)
- Jeanne d’Arc (1948)
- Bulles bleues (1948)

#### Bases de données et dictionnaires
- Ressources relatives à la musique :   - International Music Score Library Project
  - Carnegie Hall
  - Discogs
  - Grove Music Online
  - MusicBrainz
  - Muziekweb
  - Répertoire international des sources musicales
- Ressources relatives au spectacle :   - Archives suisses des arts de la scène
  - Les Archives du spectacle
  - Internet Broadway Database
  - Kunstenpunt
- Ressources relatives à la recherche :   - Biodiversity Heritage Library
  - Biographies of the Entomologists of the World
  - La France savante
- Ressources relatives à la littérature :   - Académie française (lauréats)
  - Internet Speculative Fiction Database
  - NooSFere
- Ressources relatives aux beaux-arts :   - AGORHA
  - National Portrait Gallery
  - Union List of Artist Names
- Ressource relative à plusieurs domaines :   - Radio France
- Ressource relative à la vie publique :   - base Léonore
- Ressource relative à la bande dessinée :   - BD Gest'
- Ressource relative à l'audiovisuel :   - IMDb
- Ressource relative au sport :   - Olympedia
- Notices dans des dictionnaires ou encyclopédies généralistes :   - Biographie nationale de Belgique
  - Britannica
  - Brockhaus
  - Den Store Danske Encyklopædi
  - Deutsche Biographie
  - Enciclopédia Itaú Cultural
  - Gran Enciclopèdia Catalana
  - Hrvatska Enciklopedija
  - Internetowa encyklopedia PWN
  - Nationalencyklopedin
  - Munzinger
  - Proleksis enciklopedija
  - Store norske leksikon
  - Treccani
  - Universalis
  - Visuotinė lietuvių enciklopedija
- Notices d'autorité :   - VIAF
  - ISNI
  - BnF (données)
  - IdRef
  - LCCN
  - GND
  - Italie
  - Japon
  - CiNii
  - Espagne
  - Belgique
  - Pays-Bas
  - Pologne
  - Israël
  - NUKAT
  - Catalogne
  - Suède
  - Vatican
  - WorldCat